# محطة قطار الشلف
محطة الشلف (باللغة (بالعربية: محطة الشلف) ) ، كانت تسمى سابقا محطة PLM d'Orléansville، هي محطة قطار جزائرية تقع بإقليم بلدية الشلف بولاية الشلف .

## قع في السكك الحديدية
تقع المحطة على خط الجزائر - وهران ، حيث تسبقها محطة أم درو وتتبعها محطة واد سلي .

## تاريخ
في 08 أفريل 1857 أصدر مرسوم إمبراطوري ينص على: "أن شبكة السكك الحديدية ستشمل الولايات الثلاث في الجزائر". ستتكون هذه الشبكة بشكل أساسي من خطين رئيسيين: أول خط موازي للبحر، يبدأ من الشرق، ويربط الجزائر وقسنطينة ، ومن الغرب، ويربط الجزائر بوهران ، ويمر بالقرب من أورليانزفيل ( الشلف ). خط ثان يربط الموانئ البحرية الرئيسية في الشرق وتنس بأورليانزفيل ( الشلف ) في الغرب. تمت الموافقة على إنشاء محطة في أورليانزفيل خلال اجتماع مجلس الحكومة في 08 أفريل 1857.

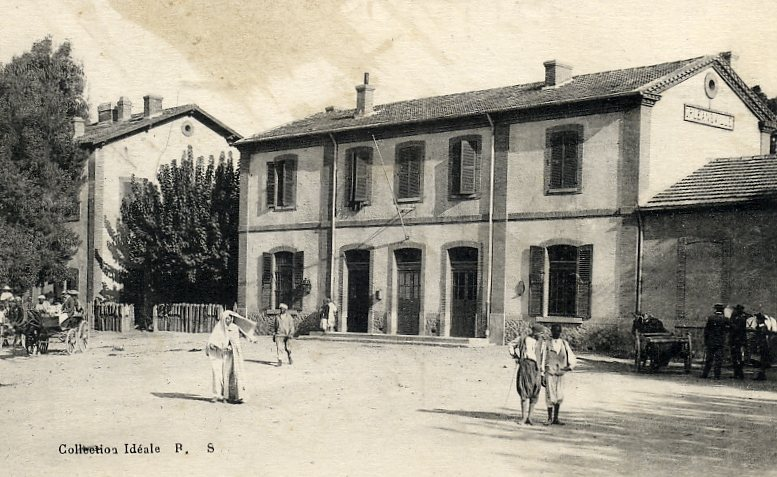
محطة أورليانزفيل (بنيت عام 1868).

بٌنيت المحطة من قبل المهندس المعماري الفرنسي ومدير ورشة الهندسة المعمارية في مدرسة الفنون الجميلة في الجزائر أندريه ميرميت (ولد في 17 سبتمبر 1844). تم افتتاحه مع وصول القطار القادم من وهران بتاريخ 31 ديسمبر 1870
دٌمرت المحطة بسبب زلزال عام 1954, ، ثم أعيد بناؤها وافتتحت في عام 1956.
بتاريح 15 يناير 1870 ، دخل قسم أورليانزفيل- غليزان الخدمة. وفي 31 ديسمبر 1870 ، تم وضع قسم أفريفيل ( خميس مليانة ) – أورليانزفيل في الخدمة. و في عام 1900، صدر مرسوم يقضي بإنشاء مبيت في محطة أورليانزفيل من قبل شركة السكك الحديدية من باريس إلى ليون والبحر الأبيض المتوسط. تم افتتاح خط أورليانزفيل - تينيس في عام 1923. تم إغلاق خط أورليانزفيل-تينيس في 15 سبنمبر 1937.

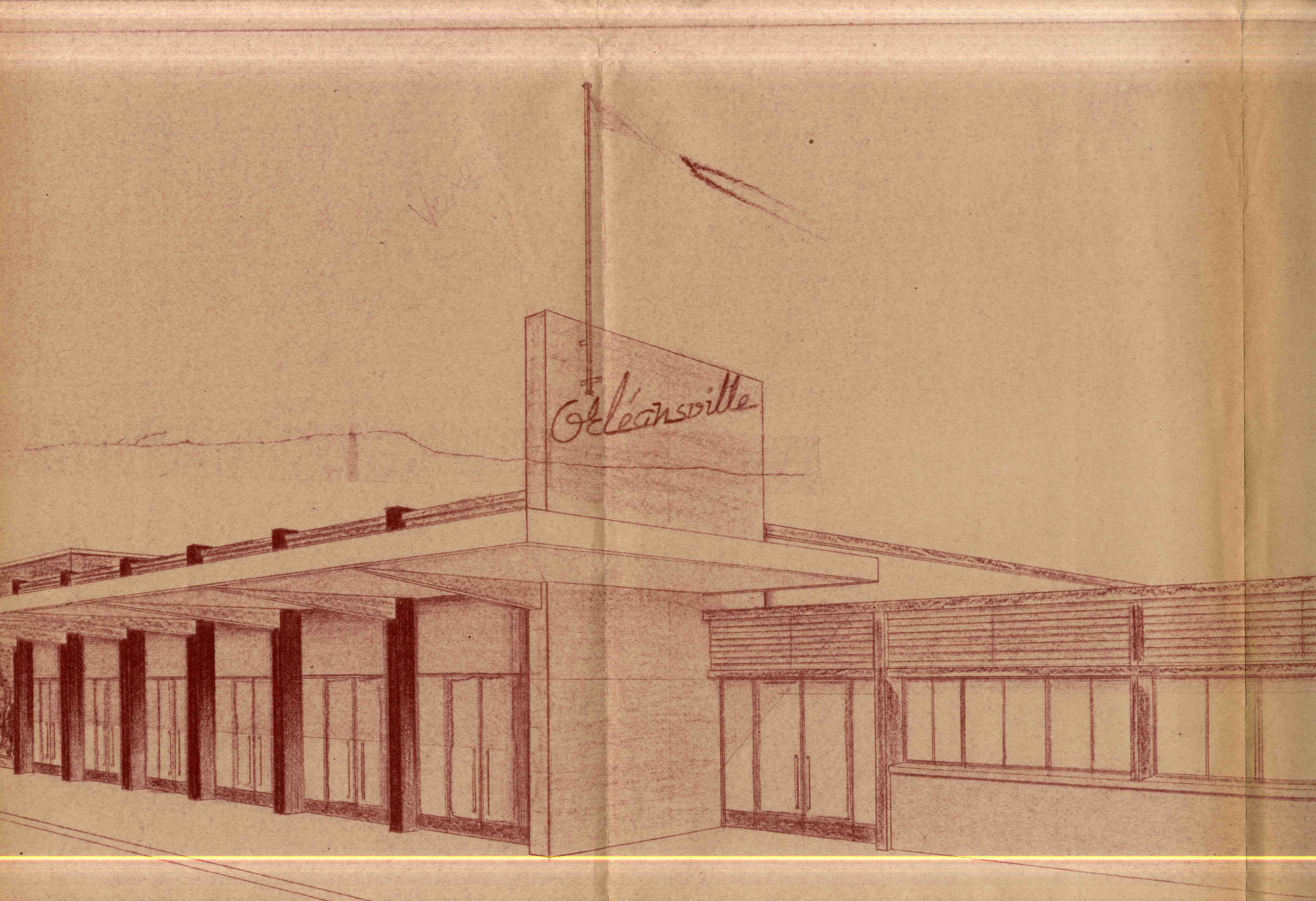
رسم لمشروع محطة أورليانزفيل.

وتعرضت المحطة مرة أخرى لزلزال في 09 سبتمبر 1954 
في 03 فبراير 2008 ، كانت المحطة نقطة البداية لتسجيل رقم قياسي في سرعة القطار الجزائري بين الشلف ووهران ، حيث وصل إلى سرعة 177 km/h.
بتاريخ 03 أغسطس 2008 ، تم افتتاح خط الشلف - الجزائر بواسطة قطار CAF ZZ 22. و في 07 أغسطس 2008 ، تم افتتاح خط الشلف-وهران بواسطة قطار CAF ZZ 22 .
في02 مارس 2018 ، تم افتتاح خط الجزائر - وهران، مع توقف واحد في الشلف بواسطة قطار ألستوم كوراديا ZZe-30.

## خدمة الركاب

### الإستقبال
تحتوي المحطة على العديد من الخدمات للمسافرين، بما في ذلك مكتب إستقبال عام وصالة انتظار وكشك . يوجد صيدلية على 100 م من المحطة، وفندق ميرادور بالاس 05 نجوم ، ومطعمين وكافتيريا، ومسجد على بعد 200 م شمال المحطة.

### خدمة
محطة الشلف تخدمها:
- قطارات الخط الرئيسي لخط الجزائر - وهران ؛
- القطارات الإقليمية للاتصالات:
  - الجزائر - الشلف ؛
  - وهران - الشلف ؛
  - الشلف - خميس مليانة .
  - الشلف - العفرون.[14]

### الوَسائط المتعددة
تحتوي المحطة على مواقف سيارات مجانية غير مغطاة وموقف سيارات مدفوع الأجر على بعد 150 م إلى الشمال الغربي. يوجد بها موقف سيارات أجرة .
وهي المحطة النهائية لخطوط الحافلات التابعة لشركة النقل الحضري بالشلف (ETUC):
- 1: حي النصر ⇔ محطة القطار؛
- 2: حي الحسنية ⇔ المدينة الجديدة ⇔ محطة القطار؛
- 3: حي براداي ⇔ محطة القطار؛
- 4: محطة الحافلات (SOGRAL) ⇔ محطة 5 يوليو ⇔ محطة تازغايت ⇔ محطة القطار؛
- 5: حي الحرية ⇔ محطة القطار .

## معرض الصور

اختيار وجهات النظر
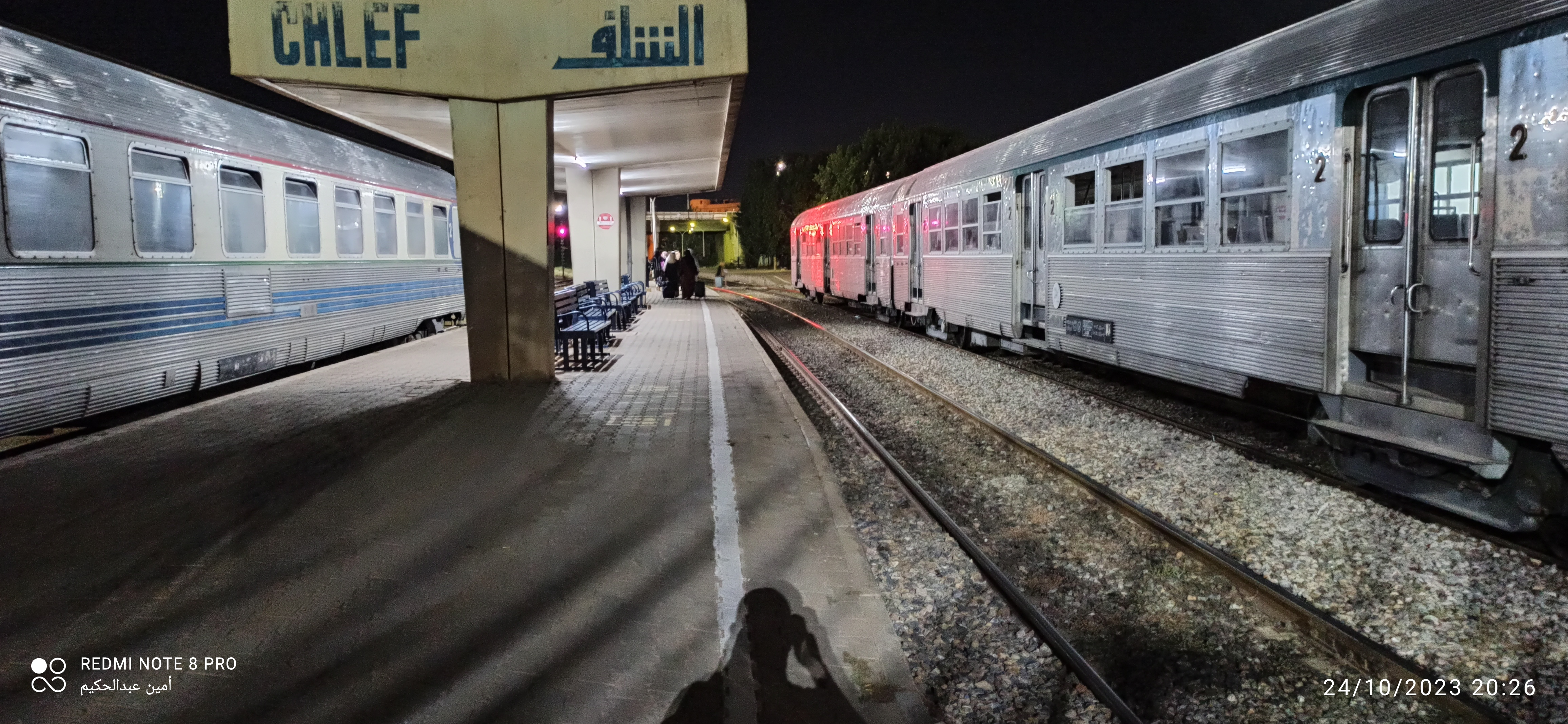
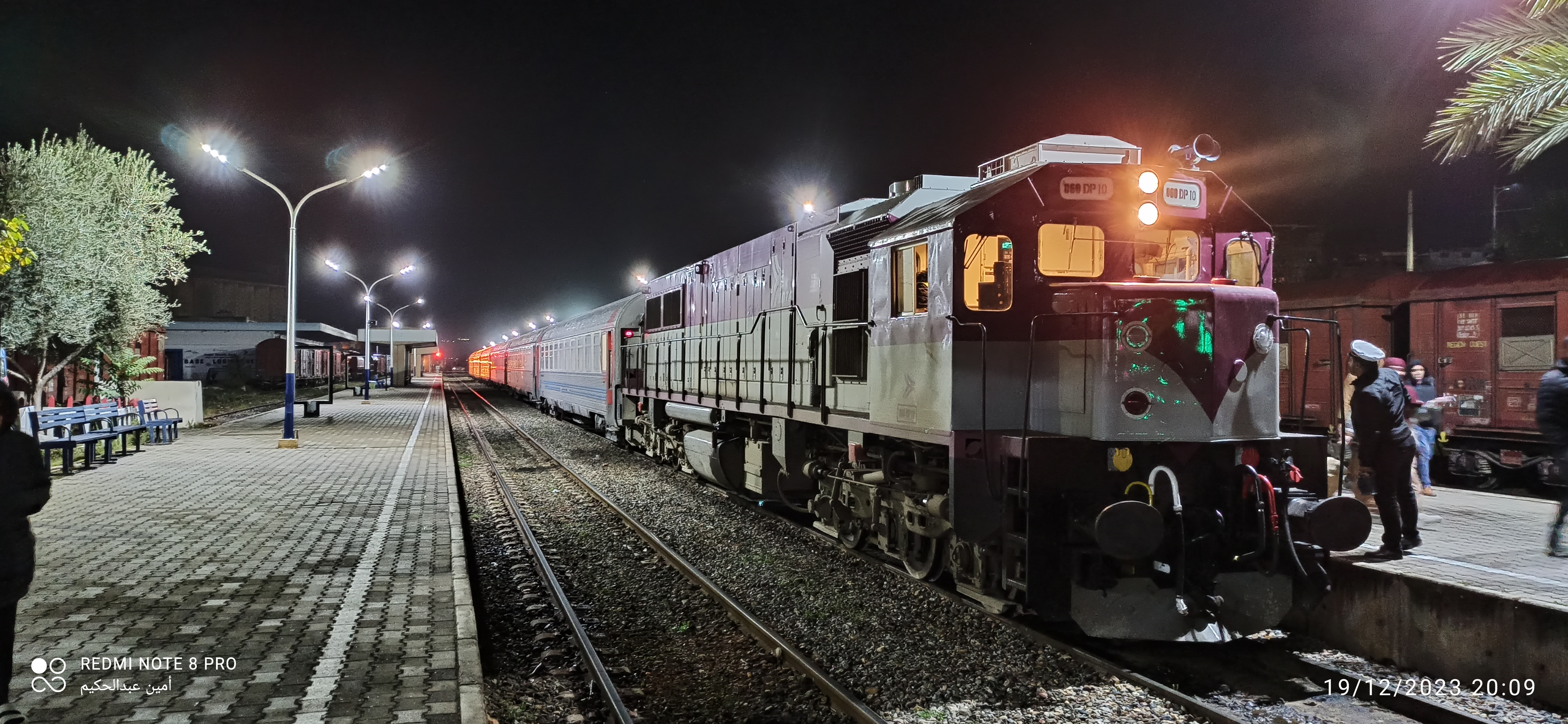
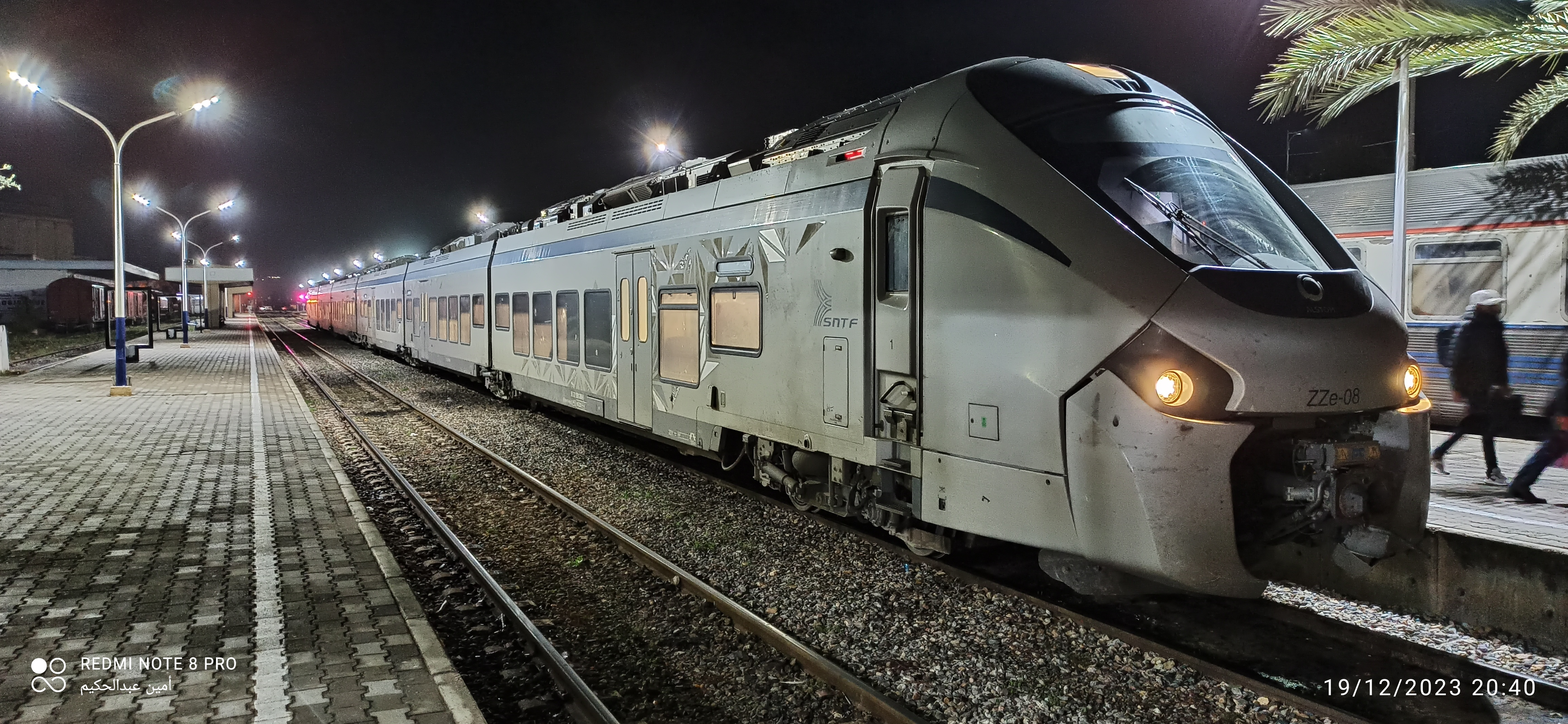
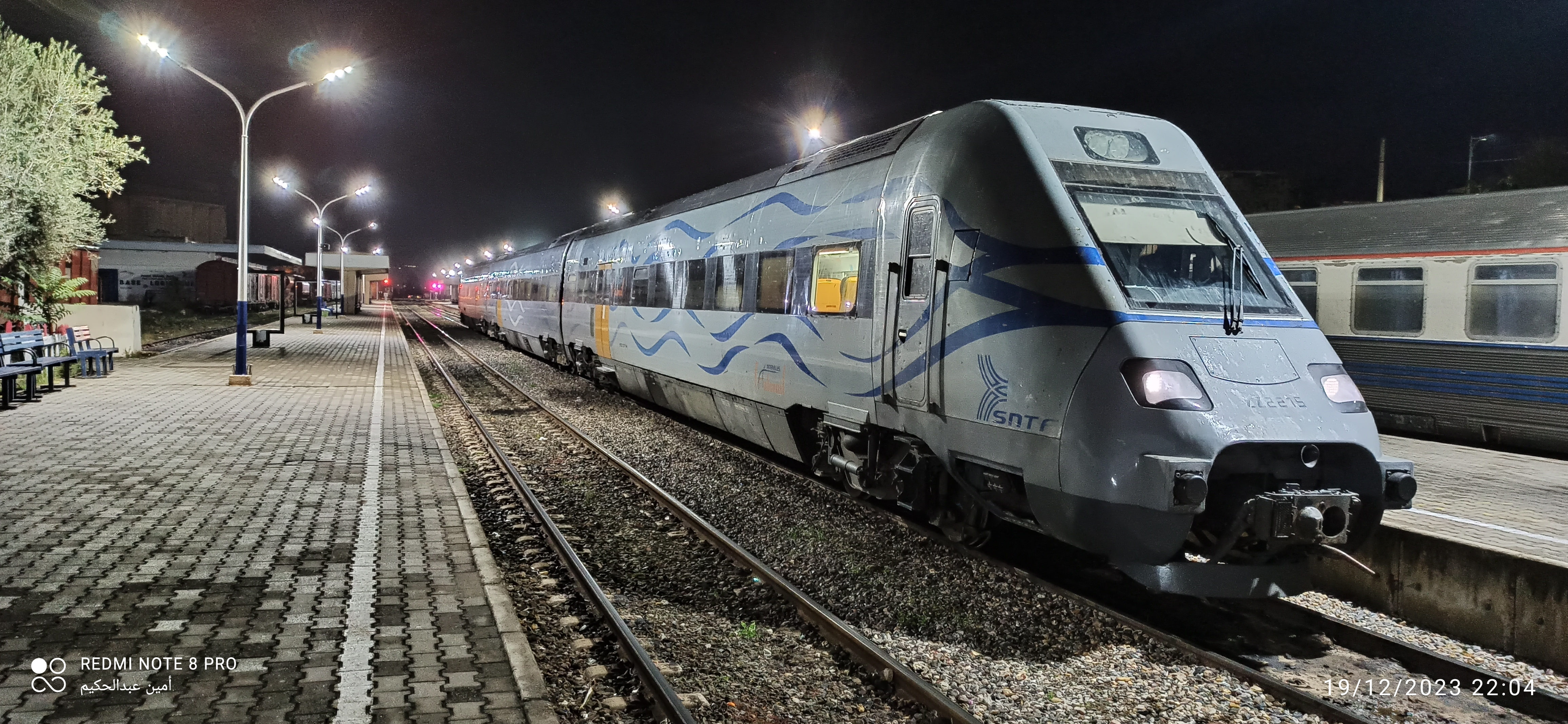
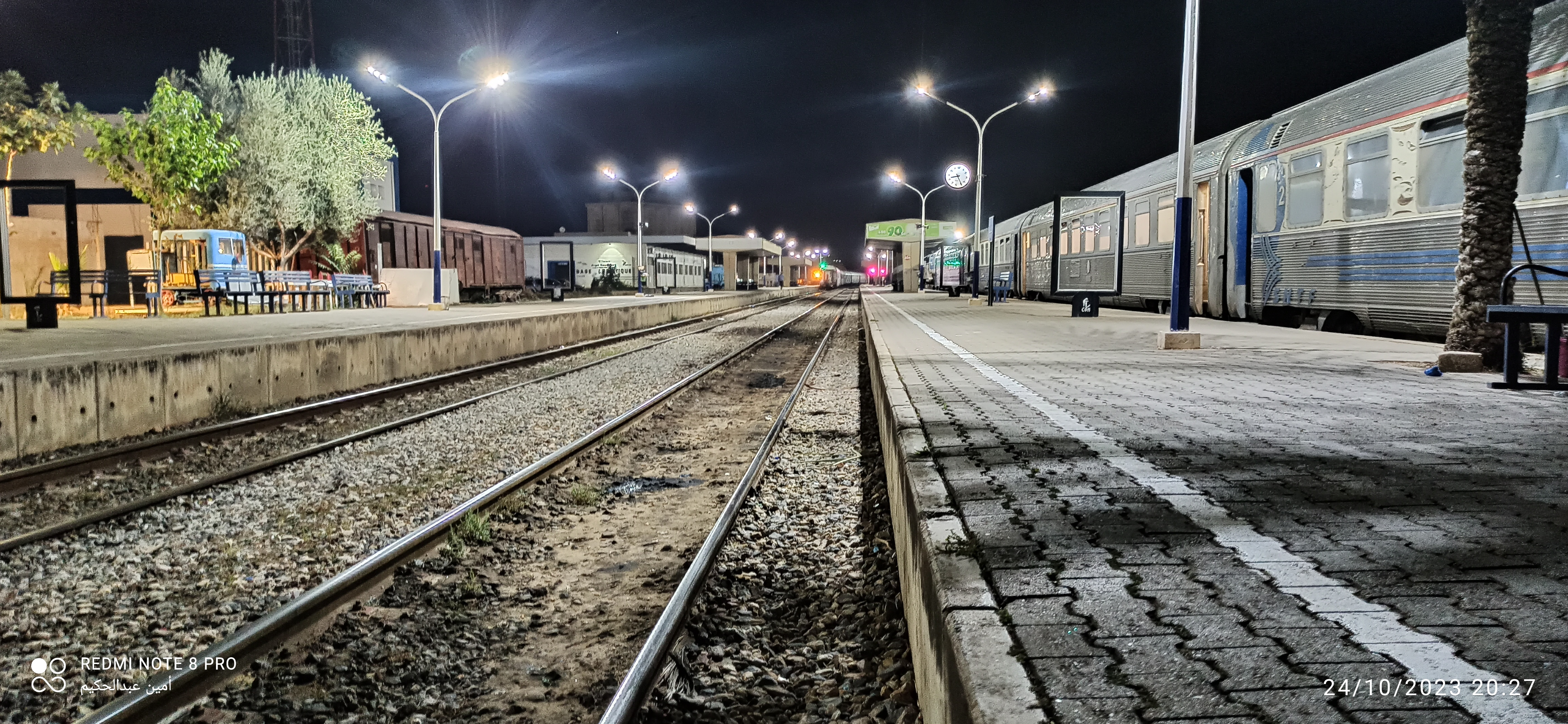

## الملاحظات والمراجع

## أنظر أيضا

### مَقالات ذات صلة
- تاريخ السكك الحديدية الجزائرية
- خط من الجزائر إلى وهران
- قائمة محطات القطارات في الجزائر

### روابط خارجية
- "SNTF". Société nationale des transports ferroviaires (SNTF). مؤرشف من الأصل في 2025-06-02..

قالب:Desserte gare/début
قالب:Desserte gare
قالب:Desserte gare
قالب:Desserte gare
قالب:Desserte gare
قالب:Desserte gare/fin